# 乌特·施泰因多夫
乌特·施泰因多夫（德語：Ute Steindorf，1957年8月26日—），德国女子赛艇运动员。她曾代表东德参加1980年夏季奥林匹克运动会赛艇比赛，获得女子双人单桨无舵手金牌。